# Koreanske demilitariserede zone
Den koreanske demilitariserede zone, eller DMZ, er en zone der løber på tværs af Koreahalvøen og repræsenterer både en bufferzone, og en grænse mellem Nordkorea og Sydkorea. Den demilitariserede zone følger den forreste frontlinje under Koreakrigen, da våbenhvileaftalen blev underskrevet. Den blev oprettet af FN den 27. juli 1953.
Den demilitariserede zone passerer den 38. breddegrad på ét sted. Den vestlige del af grænsen ligger syd for breddegraden, mens den østlige del ligger nord for den. Grænsen er 248 km lang og cirka fire km bred, og er en af de mest befæstede grænseområder i verden med omkring to millioner soldater.

## Joint Security Area
Inde i den demilitariserede zone på den vestlige side af halvøen, ligger landsbyen Panmunjom og området Joint Security Area (JSA), som er det eneste område hvor der er regelmæssig kontakt mellem de to koreanske stater. I området er der flere bygninger på begge sider af grænsen, hvor af syv er placeret på selve grænsen. I JSA foregår al kontakt mellem de tidligere stridende parter siden 1953. Grænsen mellem de to koreanske stater går midt på et konferencebord inde i en af bygningerne. Her sidder nordkoreanere på den ene side af bordet, og FNs kommando (hovedsageligt sydkoreanerne og amerikanere) sidder på den anden side af bordet.